# Вольф, Конрад (кинорежиссёр)
Конрад Вольф (нем. Konrad Wolf, Конрад Фридрихович Вольф; 20 октября 1925, Хехинген, Германия — 7 марта 1982, Восточный Берлин, ГДР) — немецкий кинорежиссёр, президент Академии искусств ГДР (1965—1982). Лауреат Национальной премии ГДР (1959, 1968, 1971, 1979). Младший брат руководителя внешней разведки ГДР Маркуса Вольфа.

## Биография
Родился 20 октября 1925 года в немецко-еврейской семье врача и писателя Фридриха Вольфа. В 1933 году семья эмигрировала сначала во Францию, а весной 1934 года в — Советский Союз.
Учился в немецкой школе имени Карла Либкнехта, а после ее закрытия — в школе № 110 Краснопресненского района города Москвы.
В 1936 году получил советское гражданство. Снялся в небольшой роли в антифашистском фильме «Борцы» Густава Вангенхайма.
В сентябре 1941 года был эвакуирован в Чистополь, а затем в Алма-Ату, куда переехали его родители. В 1942 году семья вернулась в Москву. В декабре 1942 года окончил 9-й класс и в январе 1943 года был призван в армию. Служил переводчиком в политотделе 47-й армии. Награждён орденом Красной Звезды (1945), медалью «За боевые заслуги» (1943).
В 1945 году в 19 лет был назначен военным комендантом города Бернау. Демобилизован в декабре 1945 года в звании старшего лейтенанта.
С 1945 по 1947 год работал в советской военной администрации в Виттенберге и Галле.
В 1949 году поступил на режиссёрский факультет Всесоюзного государственного института кинематографии. Его учителями были Михаил Ромм, Сергей Герасимов, Сергей Юткевич и Григорий Александров.
Во время учебы работал ассистентом режиссёра Йориса Ивенса на фильме «Дружба победит» о Третьем Всемирном фестивале молодежи и студентов в Берлине 1951 года.
В феврале 1952 года получил гражданство ГДР и вступил в СЕПГ. В марте 1953 года был практикантом на фильме Курта Метцига «Эрнст Тельман — сын своего класса».
В 1955 году окончил ВГИК. Его дипломной работой стала снятая на студии ДЕФА музыкальная кинокомедия «Один раз не в счёт», о которой он не любил вспоминать.
После учебы стал членом художественного совета студии игровых фильмов ДЕФА. В 1956 году на экраны вышел его второй фильм —  «Выздоровление», — главный герой которого после войны выдаёт себя за врача. В фильме «Лисси», снятом в 1957 году по одноимённому роману Ф. К. Вайскопфа, прослеживается путь прозрения девушки из рабочей среды, попавшей под влияние национал-социализма.
В марте 1959 года состоялась премьера фильма «Звёзды» по сценарию Анжела Вагенштайна о безнадежной любви между немецким солдатом и еврейкой, которую отправляют в Освенцим. На Каннском международном кинофестивале фильму был присуждён специальный приз жюри.
Снятый в 1958 году фильм «Искатели солнца» о добыче урана на советско-германском предприятии «Висмут» в начале 50-х годов был положен на полку по требованию советского посла, которому не понравилось изображение конфликтов между русскими и немцами, антифашистами и бывшими нацистами, мужчинами и женщинами в поисках любви и счастья. На экраны фильм вышел в 1972 году.
Действие следующего фильма Вольфа «Люди с крыльями» (1960) с Эрвином Гешоннеком в главной роли происходит в период национал-социализма. В 1961 году он поставил фильм «Профессор Мамлок» по пьесе своего отца. В фильме «Расколотое небо», снятом в 1964 году по одноимённому роману Кристы Вольф, были отражены последствия германского разъединения.
В фильмах «Мне было девятнадцать» (1968) и «Мама, я жив» (1977) Вольф обратился к личному опыту военных лет.
Поискам героиней своего пути и своего места в жизни был посвящен фильм «Соло Санни» (1980), который оказался самым успешным в биографии режиссера.
Его последней работой стал многосерийный документальный телефильм «Буш поёт — Шесть фильмов о первой половине XX века» (1982).
За полгода до смерти Конрад Вольф совершил поездку в Москву — по местам своего детства. Он собирался снять фильм о судьбах трех друзей, живших в тридцатые годы в Москве. Его брат Маркус Вольф впоследствии описал этот проект в книге «Тройка».

## Фильмография
- 1955 — Один раз не в счёт / Einmal ist keinmal
- 1956 — Выздоровление / Genesung (в советском прокате «Любовь и долг»)
- 1957 — Лисси / Lissy
- 1958 — Искатели солнца / Sonnensucher
- 1959 — Звёзды / Sterne (совместно с НРБ)
- 1960 — Люди с крыльями / Leute mit Flügeln
- 1961 — Профессор Мамлок / Professor Mamlock
- 1964 — Расколотое небо / Der Geteilte Himmel
- 1966 — Маленький принц / Der Kleine Prinz (ТВ)
- 1968 — Мне было девятнадцать / Ich war neunzehn
- 1971 — Гойя, или Тяжкий путь познания / Goya — oder Der arge Weg der Erkenntnis
- 1974 — Голый на стадионе / Der Nackte Mann auf dem Sportplatz
- 1977 — Мама, я жив / Mama, ich lebe
- 1980 — Соло Санни / Solo Sunny
- 1982 — Буш поёт — Шесть фильмов о первой половине XX века / Busch singt — Sechs Filme über die erste Hälfte des 20. Jahrhunderts (ТВ)

## Советские награды
- 26.10.1943 — медаль «За боевые заслуги»
- 09.05.1945 — медаль «За победу над Германией в Великой Отечественной войне 1941—1945 гг.»
- 18.05.1945 — орден Красной Звезды
- 09.06.1945 — медаль «За взятие Берлина»
- 09.06.1945 — медаль «За освобождение Варшавы»

## Память
В 1985 году имя режиссёра было присвоено Академии кино и телевидения ГДР, которая ныне (с 8 июля 2014) именуется Бабельсбергским киноуниверситетом имени Конрада Вольфа.